# Port lotniczy Abidżan
Port lotniczy Abidżan (ang. Félix-Houphouët-Boigny International Airport lub Port Bouët Airport, kod IATA: ABJ, kod ICAO: DIAP) – największy port lotniczy Wybrzeża Kości Słoniowej, położony w południowo-wschodniej części Abidżanu, w gminie miejskiej Port-Bouët. Jest hubem dla narodowego przewoźnika Air Côte d'Ivoire.

## Linie lotnicze i połączenia
| Linia Lotnicza        | Kierunek |
| --------------------- | --- |
| Air Algerie           | 1. Algier |
| Air Burkina           | 1. Akra 2. Bobo-Dioulasso 3. Wagadugu |
| Air Côte d'Ivoire     | 1. Abudża 2. Akra 3. Bamako 4. Bissau 5. Bouaké 6. Brazzaville 7. Casablanca 8. Konakry 9. Kotonu 10. Dakar-Diass 11. Douala 12. Kinszasa 13. Korhogo 14. Lagos 15. Libreville 16. Lomé 17. Man 18. Monrovia 19. Niamey 20. Odienne 21. Wagadugu 22. Pointe-Noire 23. San Pédro 24. Jaunde |
| Air France            | 1. Paryż-Charles de Gaulle |
| Air Peace             | 1. Lagos |
| Air Senegal           | 1. Dakar-Diass |
| ASKY Airlines         | 1. Lomé |
| Brussels Airlines     | 1. Akra 2. Bruksela 3. Kotonu 4. Wagadugu |
| Corsair International | 1. Paryż-Orly |
| EgyptAir              | 1. Kair (od 10 lipca 2024) |
| Emirates              | 1. Akra 2. Dubaj |
| Ethiopian Airlines    | 1. Addis Abeba 2. Konakry 3. Nowy Jork-JFK |
| Kenya Airways         | 1. Nairobi |
| Mauritania Airlines   | 1. Bamako 2. Nawakszut |
| Middle East Airlines  | 1. Bejrut 2. Lagos |
| Qatar Airways         | 1. Akra 2. Doha |
| Royal Air Maroc       | 1. Casablanca |
| South African Airways | 1. Akra 2. Johannesburg |
| Tunisair              | 1. Niamey 2. Tunis 3. Wagadugu |
| Turkish Airlines      | 1. Kotonu 2. Stambuł |